# Edlitz
Edlitz osztrák mezőváros Alsó-Ausztria Neunkircheni járásában. 2019 januárjában 909 lakosa volt. 

## Elhelyezkedése

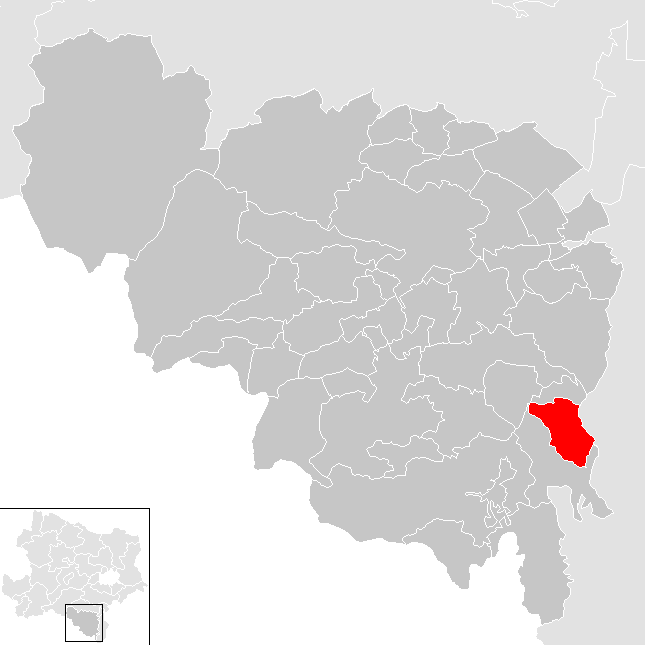
Edlitz a Neunkircheni járásban

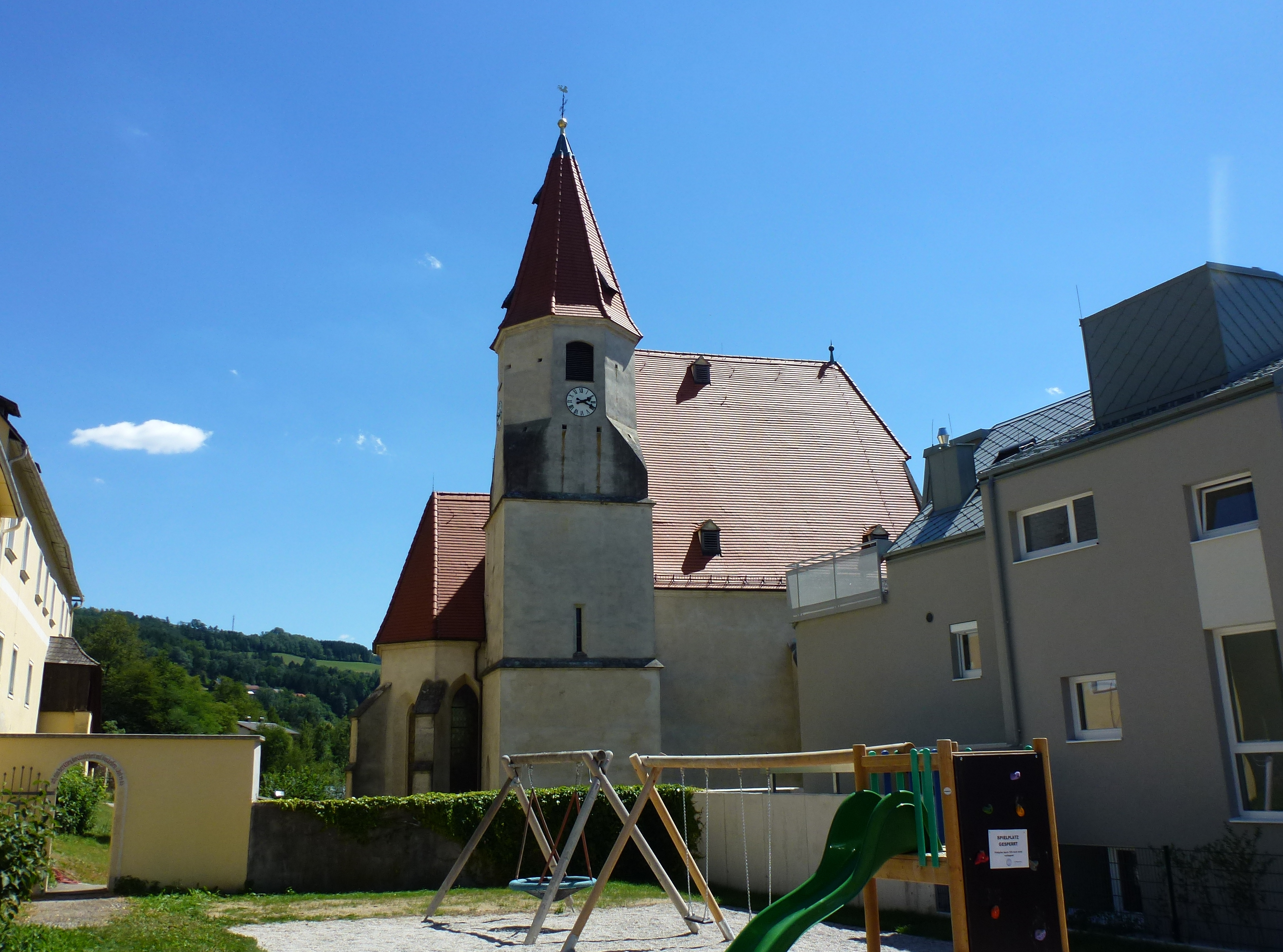
A Szt. Vitus-plébániatemplom

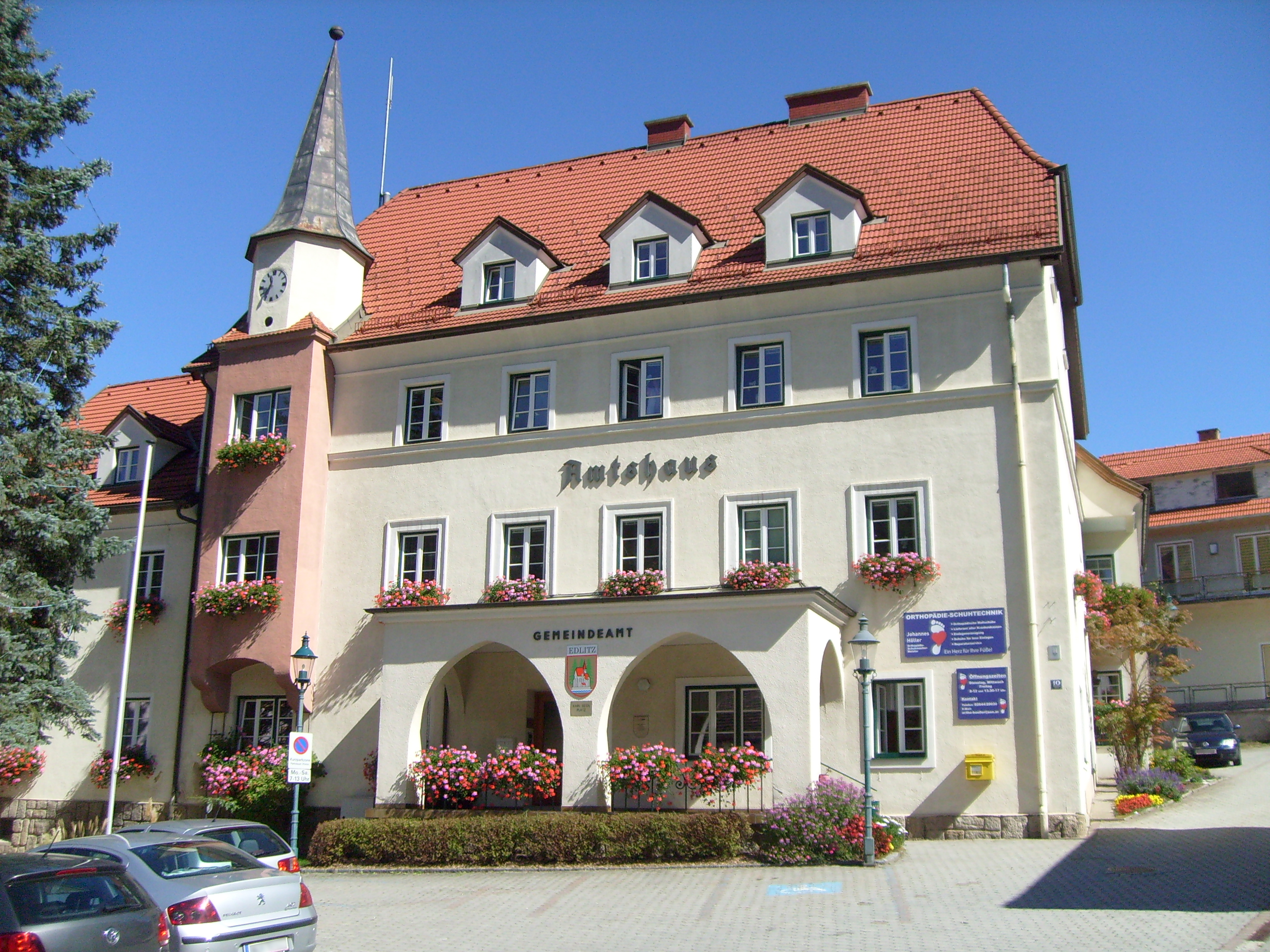
A városháza

Edlitz Alsó-Ausztria Industrieviertel régiójában fekszik a Bucklige Welt dombvidékén, az Edlitzbach folyó mentén. Területének 50%-a erdő. Az önkormányzathoz egyetlen katasztrális község tartozik. 
A környező önkormányzatok: északra és délre Thomasberg, keletre Lichtenegg, északnyugatra Grimmenstein. 

## Története
Edlitzet először 1192-ben említik, amikor egyházközsége önállóvá vált Brombergétől. Neve eredetére két elmélet ismert: az egyik szerint a szláv jedlica (fenyvespatak) szóból származik, a másik a nemes (Edel) szóra vezeti vissza.
A magyar-osztrák határon fekvő falut számos alkalommal dúlták ellenséges hadseregek és a járványok sem kímélték. Az 1349-es nagy pestis annyi áldozatot szedett, hogy külön temetőt létesítettek számukra. Bécs 1529-es ostromakor a törökök majdnem elkerülték a falut, csak a déli harangszó vezette őket Edlitz nyomára. 1608-ban a magyarok elrabolták és Kőszegre vitték Georg Hayden papot és csak 200 gulden váltságdíj fejében szabadulhatott. 
Edlitzet 1590-ben már mezővárosként írták le, bár ekkor csak 14 házól állt. 1620-ban Bethlen Gábor hadai, 1707-ben Rákóczi kurucai fosztották ki a települést. 1815-ben Pálffy gróf utat építtetett Grimmensteinből Edlitzbe, majd meghosszabbítottak azt Kirchschlagon keresztül egészen Kőszegig. A mezőváros főutcája máig ezt a nyomvonalat követi. 1881-ben elérte a vasút a vidéket, bár Edlitznek meg kellett osztoznia Grimmensteinnel az állomáson. A vasút lehetővé tette az idegenforgalom megindulását, a bécsi polgárok jártak ki az itteni erdőkbe. 1972-ben a vendégéjszakák száma elérte a 32 ezret, és bár a mai adatok ennél szerényebbek, a turizmus máig fontos szerepet játszik Edlitz gazdaságában.       

## Lakosság
Az edlitzi önkormányzat területén 2019 januárjában 909 fő élt. A lakosságszám 1991-ben érte el a csúcspontját 1057 fővel, azóta némi csökkenés tapasztalható. 2017-ben a helybeliek 96,3%-a volt osztrák állampolgár; a külföldiek közül 1,1% a régi (2004 előtti), 2,5% az új EU-tagállamokból érkezett. 2001-ben a lakosok 92,1%-a római katolikusnak, 4,3% mohamedánnak, 2,4% pedig felekezeten kívülinek vallotta magát. Ugyanekkor a legnagyobb nemzetiségi csoportokat a német (92,6%) mellett a horvátok (2,2%), a magyarok (1,5%) és a törökök (1,2%) alkották.  
A lakosság számának változása:

| 2016 | 923 |
| 2018 | 934 |

## Látnivalók
- a Szt. Vitus-plébániatemplomot 1492-ben erődtemplommá alakították át
- a 17. századi paplak

## Fordítás
- Ez a szócikk részben vagy egészben  az   Edlitz című német Wikipédia-szócikk ezen változatának fordításán alapul.  Az eredeti cikk szerkesztőit annak laptörténete sorolja fel. Ez a jelzés csupán a megfogalmazás eredetét és a szerzői jogokat jelzi, nem szolgál a cikkben szereplő információk forrásmegjelöléseként.